# Giro del Lussemburgo 1963
Il Giro del Lussemburgo 1963, ventisettesima edizione della corsa, si svolse dal 14 al 17 giugno su un percorso di 799 km ripartiti in 4 tappe, con partenza a Lussemburgo e arrivo a Esch-sur-Alzette. Fu vinto dal belga Yvo Molenaers della Wiel's-Groen Leeuw davanti agli olandesi Jo De Roo e Martin van der Borgh.

## Tappe
| Tappa  | Data      | Percorso                    | km  | Vincitore di tappa   | Leader cl. generale |
| ------ | --------- | --------------------------- | --- | -------------------- | ------------------- |
| 1ª     | 14 giugno | Lussemburgo > Lussemburgo   | 218 | Pierino Baffi        | Pierino Baffi       |
| 2ª     | 15 giugno | Lussemburgo > Bettembourg   | 176 | Martin van der Borgh | Yvo Molenaers       |
| 3ª     | 16 giugno | Bettembourg > Diekirch      | 228 | Karl-Heinz Kunde     | Yvo Molenaers       |
| 4ª     | 17 giugno | Diekirch > Esch-sur-Alzette | 177 | Pierino Baffi        | Yvo Molenaers       |
| Totale | Totale    | Totale                      | 799 |                      |                     |

## Dettagli delle tappe

### 1ª tappa
- 14 giugno: Lussemburgo > Lussemburgo – 218 km

| Pos. | Corridore      | Squadra | Tempo    |
| ---- | -------------- | ------- | -------- |
| 1    | Pierino Baffi  | Molteni | 6h01'02" |
| 2    | Yvo Molenaers  | Wiel's  | s.t.     |
| 3    | Rolf Wolfshohl | Peugeot | s.t.     |

| Pos. | Corridore     | Squadra | Tempo |
| ---- | ------------- | ------- | ----- |
| 1    | Pierino Baffi | Molteni |       |

### 2ª tappa
- 15 giugno: Lussemburgo > Bettembourg – 176 km

| Pos. | Corridore            | Squadra     | Tempo    |
| ---- | -------------------- | ----------- | -------- |
| 1    | Martin van der Borgh | Ruberg-Liga | 4h28'33" |
| 2    | René Vanderveken     | Peugeot     | s.t.     |
| 3    | Yvo Molenaers        | Wiel's      | s.t.     |

| Pos. | Corridore     | Squadra | Tempo |
| ---- | ------------- | ------- | ----- |
| 1    | Yvo Molenaers | Wiel's  |       |

### 3ª tappa
- 16 giugno: Bettembourg > Diekirch – 228 km

| Pos. | Corridore            | Squadra     | Tempo    |
| ---- | -------------------- | ----------- | -------- |
| 1    | Karl-Heinz Kunde     | Peugeot     | 6h31'39" |
| 2    | Bruno Martinato      | Ruberg-Liga | a 33"    |
| 3    | Martin van der Borgh | Ruberg-Liga | a 2'54"  |

| Pos. | Corridore     | Squadra | Tempo |
| ---- | ------------- | ------- | ----- |
| 1    | Yvo Molenaers | Wiel's  |       |

### 4ª tappa
- 17 giugno: Diekirch > Esch-sur-Alzette – 177 km

| Pos. | Corridore          | Squadra       | Tempo    |
| ---- | ------------------ | ------------- | -------- |
| 1    | Pierino Baffi      | Molteni       | 4h54'55" |
| 2    | Ottorino Benedetti | Cynar-Frejus  | s.t.     |
| 3    | Jo De Roo          | Saint-Raphaël | s.t.     |

| Pos. | Corridore            | Squadra       | Tempo     |
| ---- | -------------------- | ------------- | --------- |
| 1    | Yvo Molenaers        | Wiel's        | 21h59'03" |
| 2    | Jo De Roo            | Saint-Raphaël | a 1'19"   |
| 3    | Martin van der Borgh | Ruberg-Liga   | s.t.      |

## Classifiche finali

### Classifica generale
| Pos. | Corridore            | Squadra              | Tempo     |
| ---- | -------------------- | -------------------- | --------- |
| 1    | Yvo Molenaers        | Wiel's-Groen Leeuw   | 21h59'03" |
| 2    | Jo De Roo            | Saint-Raphaël        | a 1'19"   |
| 3    | Martin van der Borgh | Ruberg-Liga          | s.t.      |
| 4    | Clément Roman        | Faema-Flandria       | s.t.      |
| 5    | René Vanderveken     | Peugeot-BP-Englebert | s.t.      |
| 6    | Dieter Puschel       | Wiel's-Groen Leeuw   | s.t.      |
| 7    | Jef Planckaert       | Faema-Flandria       | s.t.      |
| 8    | Marcel Ongenae       | Faema-Flandria       | s.t.      |
| 9    | Roland Zöffel        | Cynar-Frejus         | s.t.      |
| 10   | Ab Geldermans        | Saint-Raphaël        | s.t.      |